# Гарравет
Гарраве́т (фр. Garravet) — коммуна во Франции, находится в регионе Юг — Пиренеи. Департамент — Жер. Входит в состав кантона Ломбес. Округ коммуны — Ош.
Код INSEE коммуны — 32138.

## География

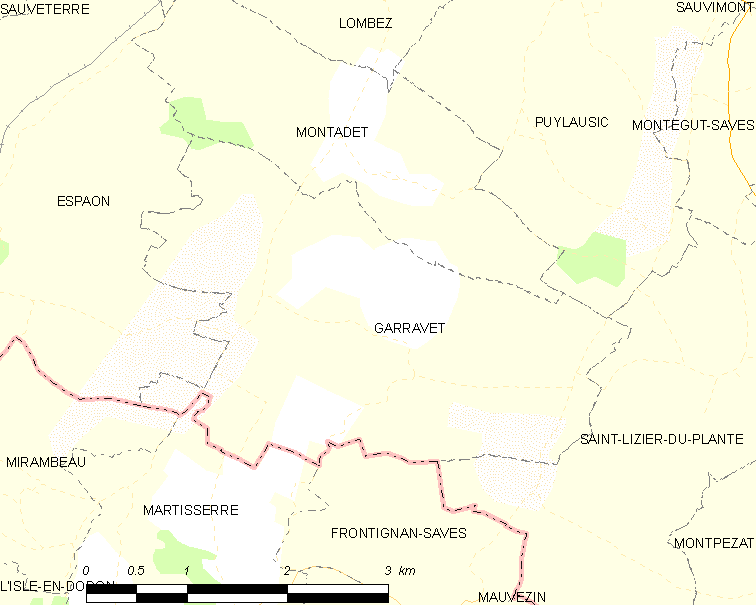
Карта коммуны

Коммуна расположена приблизительно в 620 км к югу от Парижа, в 50 км юго-западнее Тулузы, в 37 км к юго-восточнее от Оша.

## Климат
Климат умеренно-океанический. Лето жаркое и немного дождливое, температура часто превышает 35 °С. Зимой часто бывает отрицательная температура и ночные заморозки. Годовое количество осадков — 700—900 мм.

## Население
Население коммуны на 2010 год составляло 142 человека.
| 1962 | 1968 | 1975 | 1982 | 1990 | 1999 | 2010 |
| ---- | ---- | ---- | ---- | ---- | ---- | ---- |
| 233  | 217  | 191  | 155  | 138  | 121  | 142  |

## Администрация
| Период | Период | Фамилия          | Партия | Примечания |
| ------ | ------ | ---------------- | ------ | ---------- |
| 2001   | 2020   | Даниэль Ворзньяк |        |            |

## Экономика
В 2010 году среди 76 человек трудоспособного возраста (15-64 лет) 57 были экономически активными, 19 — неактивными (показатель активности — 75,0 %, в 1999 году было 66,7 %). Из 57 активных жителей работали 53 человека (32 мужчины и 21 женщина), безработных было 4 (1 мужчина и 3 женщины). Среди 19 неактивных 5 человек были учениками или студентами, 5 — пенсионерами, 9 были неактивными по другим причинам.